# Faros (svetilnik)
Aleksandrijski svetilnik, včasih imenovan Faros iz Aleksandrije (starogrško ὁ Φάρος τῆς Ἀλεξανδρείας, sodobni kojne), je bil svetilnik, ki ga je zgradil Ptolemaj II. Filadelf (vladal 280—247 pr. n. št.) in je bil po ocenah visok nad 100 metrov. Eno od sedmih čudes antičnega sveta je bil več stoletij ena najvišjih človekovih struktur na svetu. Poškodovan zaradi treh potresov med letoma 956 in 1323, je postal zapuščena ruševina. To je bilo tretje najdaljše preživetje antičnega čuda (po mavzoleju v Halikarnasu in veliki piramidi v Gizi), ki je preživelo deloma do leta 1480, ko je bil zadnji del preostalih kamnov uporabljen za izgradnjo citadele Qaitbay na tej lokaciji. Leta 1994 so francoski arheologi odkrili nekaj ostankov svetilnika na tleh vzhodnega pristanišča Aleksandrije. Leta 2016 je Ministrstvo za starine v Egiptu načrtovalo, da bodo potopljene ruševine stare Aleksandrije, vključno s tistimi iz Farosa, spremenili v podvodni muzej.

## Izvor
Faros je bil majhen otok na zahodnem robu delte Nila. Leta 332 pr. n. št. je Aleksander Veliki ustanovil mesto Aleksandrija na ožini nasproti Farosa. Aleksandrijo in Faros sta kasneje povezali s pomolom, dolgim več kot 1200 metrov, ki se je imenoval Heptastadion (»sedem stadijev« – stadij je bila grška enota dolžine približno 180 m). Vzhodna stran rta je postala Veliko pristanišče, zdaj odprt zaliv; na zahodni strani je postavljeno pristanišče Eunostos, s svojo notranjo laguno Kibotos, ki je zdaj močno povečana in oblikuje sodobno pristanišče. Današnji razvoj mesta, ki leži med sedanjim Velikim trgom in moderno četrtjo Ras el-Tin, je zgrajen na mulju, ki se je postopoma razširil in izbrisal pomol in tako Ras Bel el-Tin predstavlja vse, kar je ostalo od otoka Faros, mesto svetilnika na vzhodni točki pa je morje odplavilo.

## Konstrukcija
Svetilnik je bil zgrajen v 3. stoletju pred našim štetjem. Potem, ko je umrl Aleksander Veliki, se je leta 305 pr. n. št Ptolemaj I. Soter oklical za kralja. In kmalu po tem naročil gradnjo. Stavba je bila končana v času vladavine njegovega sina, Ptolemaja II. Filadela. Dvanajst let je bilo potrebno za dokončanje, s skupnimi stroški 800 talentov in je služil kot prototip za vse poznejše svetilnike na svetu. Svetlobo je proizvajali s pečico na vrhu. Stolp naj bi bil zgrajen predvsem iz blokov apnenca.
Strabon je poročal, da je arhitekt Sostrat iz Knida dobil odlikovanje v kovinskih črkah z napisom »Odrešenikovi bogovi«. Kasneje je Plinij starejši napisal, da je arhitekt Sostrat sporen. V 2. stoletju je satirik Lukijan zapisal, da je Sostrat vpisal svoje ime pod omet za imenom Ptolemaj. To je bilo tako, da ko je omet z imenom Ptolemaj odpadel, bi bilo vidno ime Sostrata v kamnu.

## Višina in opis
Judith McKenzie piše, da so »arabski opisi svetilnika izjemno konsistentni, čeprav so bili večkrat popravljeni, še posebej po poškodbah od potresa. Višina, ki jo navajajo, znaša samo od 103 do 118 m, na osnovo okoli 30 krat 30 m v kvadrat.«
Najvišji opis svetilnika prihaja od arabskega popotnika Abou Haggaga Youssefa Ibn Mohameda el Balawi el-Andaloussi, ki je obiskal Aleksandrijo leta 1166.
Arabski avtorji ugotavljajo, da je bil svetilnik zgrajen iz velikih blokov svetlega kamna, stolp pa sestavljen iz treh stožčastih stebrov: spodnjega kvadratnega prereza z osrednjim jedrom, sredinskim osmerokotnim delom in na vrhu krožnim delom. Na vrhu je bilo postavljeno ogledalo, ki je odsevalo sončno svetlobo čez dan; ponoči je bilo osvetljeno z ognjem. Razširjeni rimski kovanci, ki jih je skovala aleksandrijska kovnica kažejo, da je bil kip Tritona nameščen na vsakem od štirih vogalov stavbe. Na vrhu svetilnika je stal kip Pozejdona ali Zevsa. Farosovi klesani bloki so bili medsebojno zvezani in zatesnjeni skupaj z raztopljenim svincem, da bi prenesli udarce valov.
Al-Masudi piše, da je bil na vzhodni strani, ki je obrnjena proti morju, napis posvečen Zevsu.

## Uničenje
Svetilnik je bil močno poškodovan v potresu leta 956, nato pa še enkrat v letih 1303 in 1323. Nazadnje je ostanek izginil leta 1480, ko je tedanji sultan v Egiptu, Qaitbay, zgradil srednjeveško utrdbo na večji ploščadi svetilnika z uporabo nekateri preostalih kamnov.
Pisatelj Al-Masudi iz 10. stoletja poroča o legendarni zgodbi o uničenju svetilnika, v skladu s katero so v času kalifa Abd al-Malik ibn Marwana (r. 705-715) Bizantinci poslali agenta evnuha, ki je sprejel islam, pridobili zaupanje kalifa in si zagotovili dovoljenje za iskanje skritega zaklada v bazi svetilnika. Iskanje je bilo izvedeno tako, da so spodkopali bazo in Faros se je zrušil. Agent je uspel pobegniti z ladjo, ki ga je čakala.

## Arheološka raziskovanja in ponovno odkritje
Leta 1968 so svetilnik ponovno odkrili. Unesco je sponzoriral ekspedicijo ekipe morskih arheologov, ki jo je vodil Honor Frost. Potrjen je bil obstoj ruševin, ki predstavljajo del svetilnika. Zaradi pomanjkanja specializiranih arheologov in območja, ki je postalo vojaška cona, je bilo raziskovanje ustavljeno.
Grški arheologi, ki jih je vodil Jean-Yves Empereur, so ponovno odkrili fizične ostanke svetilnika konec leta 1994 na dnu Aleksandrijskega vzhodnega pristanišča. Nekateri od teh ostankov so bili dvignjeni in so ležali v pristanišču po javnem mnenju konec leta 1995. Naknadno satelitsko slikanje je razkrilo nadaljnje ostanke. Možno je potapljanje in ogled ruševin. Sekretariat Unescove konvencije o varstvu podvodne kulturne dediščine trenutno sodeluje z vlado Egipta glede pobude za uvrstitev Aleksandrijskega zaliva (vključno z ostanki svetilnika) na seznam svetovne dediščine potopljenih kulturnih znamenitosti.

## Pomen
Legenda pravi, da je bil otok Faros poln brodolomov; zato je Ptolemaj I. zgradil svetilnik, ki je pomagal voditi ladje v pristanišče ponoči.
Pharos je postal etimološki izvor besede 'svetilnik' v grščini (φάρος), perzijščini (Fānūs-فانوس), številnih romanskih jezikih, kot so francoščina (phare), italijanščina in španščina (faro), romunščina (far) in portugalščina (farol) in celo nekaterih slovanskih jezikov, kot je bolgarščina (far). Izvedena beseda v ruščini pomeni "žaromet" (fara – фара).
Leta 2008 je bilo predlagano, da je bil Pharos navpično merilo, uporabljeno pri prvem natančnem merjenju velikosti zemlje.

## Predlog rekonstrukcije
Od leta 1978 so bili narejeni številni predlogi za ponovno postavitev svetilnika. Leta 2015 sta egipčanska vlada in guvernerstvo Aleksandrija predlagali, da se na mestu svetilnika zgradi nebotičnik kot del obnovitve vzhodnega pristanišča. Planu je nasprotoval sociolog Amro Ali.